# Danh sách cầu thủ tham dự Giải vô địch bóng đá nữ châu Phi 2012
Đây là danh sách các đội hình tham dự Giải vô địch bóng đá nữ châu Phi 2012.

## Bảng A

### CHDC Congo
Huấn luyện viên: Gauthier Muzangi Mulumba
| Số | Vt | Cầu thủ                      | Ngày sinh (tuổi)            | Số trận | Câu lạc bộ      |
| -- | -- | ---------------------------- | --------------------------- | ------- | --------------- |
| 1  | TM | Stephanie Mbo Lemika         | 10 tháng 10, 1990 (22 tuổi) |         | FORCE TERRESTRE |
| 2  | TĐ | Jolie Tuzolana Diasilua      | 6 tháng 4, 1986 (26 tuổi)   |         | FORCE TERRESTRE |
| 3  | HV | Lucie Mengi                  | 15 tháng 7, 1991 (21 tuổi)  |         | FORCE TERRESTRE |
| 4  | HV | Pitchouna Tezi Lelo          | 4 tháng 2, 1989 (23 tuổi)   |         | GRAND HOTEL     |
| 5  | TĐ | Sophie Basenga Kadima        | 9 tháng 9, 1993 (19 tuổi)   |         | 31e COMMUNAUTE  |
| 6  | TV | Laurene Lusilawu Bafuidisoni | 9 tháng 9, 1993 (19 tuổi)   |         | FC SOLIDARITE   |
| 7  | HV | Mwalutshe Bwadi              | 5 tháng 5, 1996 (16 tuổi)   |         | FC BANA MAZEMBE |
| 8  | HV | Charlene Diantessa           | 23 tháng 8, 1990 (22 tuổi)  |         | GRAND HOTEL     |
| 9  | TĐ | Isa Diakese Kialuzodi        | 12 tháng 12, 1992 (19 tuổi) |         | GRAND HOTEL     |
| 10 | TĐ | Falonne Pambani Kuzoya       | 2 tháng 8, 1994 (18 tuổi)   |         | GRAND HOTEL     |
| 11 | HV | Nanouche Lumbu               | 4 tháng 12, 1988 (23 tuổi)  |         | FORCE TERRESTRE |
| 12 | TV | Carine Panda                 | 20 tháng 2, 1990 (22 tuổi)  |         | FORCE TERRESTRE |
| 13 | TĐ | Charmante Nsimba Yala        | 3 tháng 3, 1989 (23 tuổi)   |         | GRAND HOTEL     |
| 14 | TV | Odile Kuyangisa              | 1 tháng 1, 1989 (23 tuổi)   |         | FORCE TERRESTRE |
| 15 | HV | Lina Mpele Ngwanzo           | 10 tháng 9, 1992 (20 tuổi)  |         | GRAND HOTEL     |
| 16 | TM | Fideline Ngoy                | 31 tháng 3, 1991 (21 tuổi)  |         | FORCE TERRESTRE |
| 17 | TĐ | Pamela Malembo Yvonne        | 9 tháng 4, 1989 (23 tuổi)   |         | GRAND HOTEL     |
| 18 | TV | Judith Tondo Lungemba        | 20 tháng 6, 1988 (24 tuổi)  |         | GRAND HOTEL     |
| 19 | TV | Arlette Mafuta               | 3 tháng 9, 1988 (24 tuổi)   |         | GRAND HOTEL     |
| 20 | HV | Gisele Bosimba Eedja         | 10 tháng 4, 1988 (24 tuổi)  |         | GRAND HOTEL     |
| 21 | TM | Laurette Kondolo             | 23 tháng 12, 1990 (21 tuổi) |         | GRAND HOTEL     |

### Guinea Xích Đạo
Huấn luyện viên: Esteban Becker
| Số | Vt | Cầu thủ                            | Ngày sinh (tuổi)            | Số trận | Câu lạc bộ       |
| -- | -- | ---------------------------------- | --------------------------- | ------- | ---------------- |
| 1  | TM | Mirian Silva de Paixão             | 25 tháng 2, 1982 (30 tuổi)  |         | SAO FRANCISCO    |
| 2  | HV | Adriana Parente                    | 14 tháng 4, 1980 (32 tuổi)  |         | SAO FRANCISCO    |
| 3  | HV | Ghyslaine Nke                      | 8 tháng 6, 1989 (23 tuổi)   |         | E. WAISO IPOLA   |
| 4  | HV | Carolina Conceição Martins Pereira | 18 tháng 2, 1983 (29 tuổi)  |         | CHUNGBUK SPOR    |
| 5  | TV | Ana Cristina da Silva              | 12 tháng 12, 1985 (26 tuổi) |         | XV DE NOVEMBRE   |
| 6  | HV | Vânia Cristina Martins             | 9 tháng 11, 1980 (31 tuổi)  |         | SAO CAETNO JUVEN |
| 7  | TV | Mariana Isabel MaTchado Silva      | 24 tháng 2, 1994 (18 tuổi)  |         | E. WAISO IPOLA   |
| 8  | TĐ | Jade Boho                          | 30 tháng 8, 1986 (26 tuổi)  |         | RAYO VALECANO    |
| 9  | HV | Dorine Chuigoué                    | 28 tháng 11, 1988 (23 tuổi) |         | SPARTAK FC       |
| 10 | TĐ | Genoveva Añonma                    | 19 tháng 4, 1989 (23 tuổi)  |         | POTSDAM          |
| 11 | TV | Camila do Carmo Nobre de Oliveira  | 10 tháng 7, 1994 (18 tuổi)  |         | E. WAISO IPOLA   |
| 12 | TV | Sinforosa Nguema                   | 26 tháng 4, 1994 (18 tuổi)  |         | E. WAISO IPOLA   |
| 13 | TM | Pauline Tala                       | 29 tháng 5, 1994 (18 tuổi)  |         | E. WAISO IPOLA   |
| 14 | TV | Jumária Barbosa de Santana         | 8 tháng 5, 1979 (33 tuổi)   |         | SAO FRANCISCO    |
| 15 | TĐ | Gloria Chinasa                     | 8 tháng 12, 1987 (24 tuổi)  |         | UNIA RACIBOS     |
| 16 | HV | Dúlcia Maria Davi                  | 18 tháng 1, 1982 (30 tuổi)  |         | XV DE NOVEMBRE   |
| 17 | TĐ | Adriana Aparecida Costa            | 16 tháng 4, 1983 (29 tuổi)  |         | A. PORTUGUESA    |
| 18 | TM | Emiliana Ndong                     | 24 tháng 10, 1986 (26 tuổi) |         | E. WAISO IPOLA   |
| 19 | HV | Bruna Amarante da Silva            | 12 tháng 5, 1984 (28 tuổi)  |         | FC BIIK          |
| 20 | TV | Christelle Nyepel                  | 16 tháng 1, 1995 (17 tuổi)  |         | E. WAISO IPOLA   |
| 21 | TV | Laetitia Chapeh                    | 7 tháng 4, 1987 (25 tuổi)   |         | MENDYK KONIN     |

### Senegal
Huấn luyện viên: Bassouaré Diaby
| Số | Vt | Cầu thủ          | Ngày sinh (tuổi)            | Số trận | Câu lạc bộ            |
| -- | -- | ---------------- | --------------------------- | ------- | --------------------- |
| 1  | TM | Mariane Fall     | 6 tháng 8, 1981 (31 tuổi)   |         | Aigles Médina         |
| 16 | TM | Ouleye Dieye     | 9 tháng 1, 1986 (26 tuổi)   |         | Sirènes Grand Yoff    |
| 21 | TM | Arame Thiandoum  | 6 tháng 12, 1994 (17 tuổi)  |         | Amazones Grand Yoff   |
| 5  | HV | Bineta Sylla     | 20 tháng 9, 1977 (35 tuổi)  |         | Sirènes Grand Yoff    |
| 8  | HV | Absa Diop        | 28 tháng 4, 1984 (28 tuổi)  |         | Lycée Ameth Fall      |
| 13 | HV | Mbayang Thiam    | 17 tháng 12, 1982 (29 tuổi) |         | Aigles Médina         |
| 15 | HV | Mame Diagne      | 20 tháng 3, 1989 (23 tuổi)  |         | Tigrewsses Grand Yoff |
| 17 | HV | Mbayang Sow      | 21 tháng 1, 1993 (19 tuổi)  |         | Aigles Médina         |
| 2  | TV | Ngouye Sarr      | 12 tháng 9, 1986 (26 tuổi)  |         | Tigresses Grand Yoff  |
| 3  | TV | Fatou Sene       | 18 tháng 11, 1989 (22 tuổi) |         | Médiour Rufisque      |
| 4  | TV | Aminata Diadhiou | 2 tháng 11, 1987 (24 tuổi)  |         | FF Issy               |
| 6  | TV | Mareme Yally     | 26 tháng 5, 1988 (24 tuổi)  |         | Aigles Médina         |
| 12 | TV | Khady Sall       | 2 tháng 6, 1987 (25 tuổi)   |         | Aigles Médina         |
| 18 | TV | Safietou Sagna   | 11 tháng 4, 1994 (18 tuổi)  |         | Casa Sport            |
| 7  | TĐ | Maty Diop        | 4 tháng 1, 1988 (24 tuổi)   |         | Aigles Médina         |
| 9  | TĐ | Korka Fall       | 19 tháng 2, 1990 (22 tuổi)  |         | Dorades Mbour         |
| 10 | TĐ | Fatou Faye       | 6 tháng 1, 1975 (37 tuổi)   |         | Tigresses Grand Yoff  |
| 11 | TĐ | Mamy Ndiaye      | 26 tháng 11, 1986 (25 tuổi) |         | IFK Kalmar            |
| 14 | TĐ | Fanta Sy         | 2 tháng 11, 1991 (20 tuổi)  |         | Amazones Yeumbeul     |
| 19 | TĐ | Mame Thiaw       | 11 tháng 11, 1986 (25 tuổi) |         | Sirènes Grand Yoff    |
| 20 | TĐ | Mariama Diehiou  | 26 tháng 3, 1989 (23 tuổi)  |         | Sirènes Grand Yoff    |

### Nam Phi
Huấn luyện viên: Joseph Mkhonza
| Số | Vt | Cầu thủ             | Ngày sinh (tuổi)            | Số trận | Câu lạc bộ                  |
| -- | -- | ------------------- | --------------------------- | ------- | --------------------------- |
| 1  | TM | Andile Dlamini      | 2 tháng 9, 1992 (20 tuổi)   |         | Sundowns Ladies FC          |
| 2  | HV | Lebogang Mabatle    | 3 tháng 3, 1992 (20 tuổi)   |         | Halleluyah Zebra Force      |
| 3  | HV | Nothando Vilakazi   | 28 tháng 10, 1988 (24 tuổi) |         | Palace Super Falcons        |
| 4  | HV | Amanda Sister       | 1 tháng 3, 1990 (22 tuổi)   |         | Liverpool Ladies FC         |
| 5  | HV | Janine van Wyk      | 17 tháng 4, 1987 (25 tuổi)  |         | Palace Super Falcons        |
| 6  | HV | Zamandosi Cele      | 26 tháng 12, 1990 (21 tuổi) |         | Durban Ladies FC            |
| 7  | TV | Leandra Smeda       | 22 tháng 7, 1989 (23 tuổi)  |         | Cape Town Roses FC          |
| 9  | TV | Amanda Dlamini      | 22 tháng 7, 1988 (24 tuổi)  |         | UJ Ladies FC                |
| 10 | TĐ | Silindile Ngubane   | 25 tháng 3, 1987 (25 tuổi)  |         | Durban Ladies FC            |
| 11 | TĐ | Noko Matlou         | 30 tháng 9, 1985 (27 tuổi)  |         | UJ Ladies FC                |
| 12 | TĐ | Portia Modise       | 20 tháng 6, 1983 (29 tuổi)  |         | Palace Super Falcons        |
| 13 | HV | Gabisile Hlumbane   | 20 tháng 12, 1986 (25 tuổi) |         | Kovsies Ladies FC           |
| 14 | TĐ | Sanah Mollo         | 30 tháng 1, 1987 (25 tuổi)  |         | Bloemfontein Celtics Ladies |
| 15 | TV | Refiloe Jane        | 4 tháng 8, 1992 (20 tuổi)   |         | Sundowns Ladies FC          |
| 16 | TM | Thokozile Mndaweni  | 8 tháng 8, 1981 (31 tuổi)   |         | UJ Ladies FC                |
| 17 | TĐ | Andisiwe Mgcoyi     | 16 tháng 6, 1988 (24 tuổi)  |         | Sundowns Ladies FC          |
| 18 | TV | Nocawe Skiti        | 13 tháng 5, 1989 (23 tuổi)  |         | Cape Town Roses FC          |
| 19 | TV | Charlotte Mshengu   | 4 tháng 12, 1989 (22 tuổi)  |         | Durban Ladies FC            |
| 20 | TĐ | Jermaine Seoposenwe | 12 tháng 10, 1993 (19 tuổi) |         | Spurs WFC                   |
| 21 | TM | Katlego Moletsane   | 3 tháng 3, 1995 (17 tuổi)   |         | High Performance Centre     |

## Bảng B

### Cameroon
Huấn luyện viên: Enow Ngachu
| Số | Vt | Cầu thủ                  | Ngày sinh (tuổi)            | Số trận | Câu lạc bộ              |
| -- | -- | ------------------------ | --------------------------- | ------- | ----------------------- |
| 1  | TM | Annette Ngo Ndom         | 2 tháng 6, 1985 (27 tuổi)   |         | LOUVES MINPROFF YAOUNDE |
| 2  | HV | Christine Manie          | 4 tháng 5, 1984 (28 tuổi)   |         | NEGREA RISITA           |
| 3  | TV | Yvonne Leuko             | 20 tháng 11, 1991 (20 tuổi) |         | Montigny le Bretonneux  |
| 4  | HV | Rosine Siewe Yamaleu     | 25 tháng 11, 1991 (20 tuổi) |         | Franck Rohliceck S.A    |
| 5  | HV | Agnes Marie Claire Nkada | 12 tháng 3, 1995 (17 tuổi)  |         | CANON FILLES            |
| 6  | TV | Francine Zouga           | 9 tháng 11, 1987 (24 tuổi)  |         | AIRE–LE LIGNON          |
| 7  | TĐ | Gabrielle Onguéné        | 25 tháng 2, 1989 (23 tuổi)  |         | LOUVES MINPROFF YAOUNDE |
| 8  | TV | Raissa Feudjio           | 29 tháng 10, 1995 (16 tuổi) |         | LOREMA FC YAOUNDE       |
| 9  | TĐ | Gabrielle Leonie Ngaska  | 14 tháng 4, 1988 (24 tuổi)  |         | LOREMA FC YAOUNDE       |
| 10 | TĐ | Henriette Akaba          | 7 tháng 6, 1992 (20 tuổi)   |         | LOREMA FC YAOUNDE       |
| 11 | TĐ | Adrienne Iven            | 9 tháng 3, 1983 (29 tuổi)   |         | LOUVES MINPROFF YAOUNDE |
| 12 | TV | Françoise Bella          | 9 tháng 3, 1983 (29 tuổi)   |         | RIVERS ANGELS           |
| 13 | HV | Claudine Meffometou      | 1 tháng 7, 1990 (22 tuổi)   |         | Franck Rohliceck S.A    |
| 14 | HV | Bibi Medoua              | 9 tháng 8, 1993 (19 tuổi)   |         | AS LOCOMOTIVE YAOUNDE   |
| 15 | HV | Ysis Sonkeng             | 20 tháng 9, 1989 (23 tuổi)  |         | LOUVES MINPROFF YAOUNDE |
| 16 | TM | Reine Sosso              | 19 tháng 3, 1993 (19 tuổi)  |         | Franck Rohliceck S.A    |
| 17 | TĐ | Gaëlle Enganamouit       | 9 tháng 6, 1992 (20 tuổi)   |         | ZFK SPARTAK             |
| 18 | TV | Jacquette Ada            | 27 tháng 8, 1991 (21 tuổi)  |         |                         |
| 19 | TV | Carine Yoh               | 10 tháng 4, 1993 (19 tuổi)  |         | Franck Rohliceck S.A    |
| 20 | TV | Annecy Nguiadem Kamdem   | 4 tháng 4, 1994 (18 tuổi)   |         | AS LOCOMOTIVE           |
| 21 | TM | Adrienne Ndongo Fouda    | 15 tháng 6, 1990 (22 tuổi)  |         | MINSK                   |

### Ethiopia
Huấn luyện viên: Abreham Teklehaymanot Kahsay
| Số | VT | Cầu thủ         | Ngày sinh (tuổi)            | Trận | Bàn | Câu lạc bộ          |
| -- | -- | --------------- | --------------------------- | ---- | --- | ------------------- |
| 1  | TM | Liya Ossa       | 9 tháng 10, 1984 (28 tuổi)  |      |     | Dedebit FC          |
| 18 | TM | Dagmawet Bekele | 19 tháng 7, 1988 (24 tuổi)  |      |     | CBE SA              |
| 21 | TM | Israel Gebru    | 28 tháng 12, 1988 (23 tuổi) |      |     | Ethiopian Coffee FC |
|    |    |                 |                             |      |     |                     |
| 3  | HV | Woinshet Desta  | 20 tháng 1, 1986 (26 tuổi)  |      |     | Dedebit FC          |
| 4  | HV | Tiruanchi Sisay | 7 tháng 1, 1987 (25 tuổi)   |      |     | CBE SA              |
| 5  | HV | Kelem Mamuye    | 10 tháng 10, 1994 (18 tuổi) |      |     |                     |
| 14 | HV | Hiwot Buwli     | 24 tháng 2, 1992 (20 tuổi)  |      |     | CBE SA              |
| 17 | HV | Bezuhan Alemar  | 15 tháng 1, 1986 (26 tuổi)  |      |     | CBE SA              |
| 20 | HV | Adanech Adere   | 20 tháng 11, 1990 (21 tuổi) |      |     | Ethiopian Coffee FC |
|    |    |                 |                             |      |     |                     |
| 2  | TV | Eden Negeri     | 6 tháng 4, 1990 (22 tuổi)   |      |     | Dedebit FC          |
| 6  | TV | Tutu Melaku     | 8 tháng 7, 1986 (26 tuổi)   |      |     | CBE SA              |
| 7  | TV | Zulka Badega    | 21 tháng 7, 1988 (24 tuổi)  |      |     | CBE SA              |
| 8  | TV | Aynalem Gebra   | 4 tháng 1, 1994 (18 tuổi)   |      |     | CBE SA              |
| 12 | TV | Berktawit Aboye | 17 tháng 8, 1988 (24 tuổi)  |      |     | Dedebit FC          |
| 15 | TV | Kidest Endale   | 18 tháng 7, 1989 (23 tuổi)  |      |     | Dedebit FC          |
| 19 | TV | Akberet Hadera  | 18 tháng 5, 1994 (18 tuổi)  |      |     | CBE SA              |
|    |    |                 |                             |      |     |                     |
| 9  | TĐ | Erehima Biza    | 11 tháng 9, 1987 (25 tuổi)  |      |     | CBE SA              |
| 10 | TĐ | Shetaye Abaa    | 30 tháng 6, 1988 (24 tuổi)  |      |     | CBE SA              |
| 11 | TĐ | Birtukan Ware   | 30 tháng 11, 1988 (23 tuổi) |      |     | Dedebit FC          |
| 13 | TĐ | Bezunesh Aba    | 24 tháng 4, 1991 (21 tuổi)  |      |     | CBE SA              |
| 16 | TĐ | Helen Bekele    | 26 tháng 7, 1987 (25 tuổi)  |      |     |                     |

### Bờ Biển Ngà
Huấn luyện viên: Clémentine Touré
| Số | Vt | Cầu thủ               | Ngày sinh (tuổi)            | Số trận | Câu lạc bộ  |
| -- | -- | --------------------- | --------------------------- | ------- | ----------- |
| 1  | TM | Lydie Saki            | 22 tháng 12, 1984 (27 tuổi) |         | JUVENTUS    |
| 2  | HV | Fatou Coulibaly       | 13 tháng 2, 1987 (25 tuổi)  |         | JUVENTUS    |
| 3  | HV | Djelika Coulibaly     | 22 tháng 2, 1984 (28 tuổi)  |         | JUVENTUS    |
| 4  | TV | Mariam Sanogo         | 18 tháng 4, 1990 (22 tuổi)  |         | ONZE SOEURS |
| 5  | TV | Jeanne Alexise Gnago  | 18 tháng 4, 1984 (28 tuổi)  |         | JUVENTUS    |
| 6  | TV | Rita Akaffou          | 5 tháng 12, 1986 (25 tuổi)  |         | JUVENTUS    |
| 7  | TV | Nadege Essoh          | 5 tháng 5, 1990 (22 tuổi)   |         | JUVENTUS    |
| 8  | TĐ | Ines Nrehy            | 1 tháng 10, 1993 (19 tuổi)  |         | JUVENTUS    |
| 9  | TĐ | Zita Rachel Bancouly  | 11 tháng 4, 1983 (29 tuổi)  |         | JUVENTUS    |
| 10 | TV | Nguessan Nadege Koffi | 26 tháng 8, 1989 (23 tuổi)  |         | JUVENTUS    |
| 11 | TĐ | Rebecca Elloh         | 25 tháng 12, 1994 (17 tuổi) |         | ONZE SOEURS |
| 12 | HV | Ida Guehai            | 15 tháng 7, 1994 (18 tuổi)  |         | JUVENTUS    |
| 13 | HV | Fernande Tchetche     | 20 tháng 6, 1988 (24 tuổi)  |         | OMNESS      |
| 14 | TĐ | Josée Nahi            | 29 tháng 5, 1989 (23 tuổi)  |         | OMNESS      |
| 15 | TV | Christine Lohoues     | 18 tháng 10, 1992 (20 tuổi) |         | ONZE SOEURS |
| 16 | TM | Dominique Thiamale    | 20 tháng 5, 1982 (30 tuổi)  |         | OMNESS      |
| 17 | TĐ | Ange N'Guessan        | 18 tháng 11, 1990 (21 tuổi) |         | OMNESS      |
| 18 | HV | Salimata Madjoh Dosso | 23 tháng 7, 1986 (26 tuổi)  |         | ONZE SOEURS |
| 19 | HV | Raymonde Kacou        | 7 tháng 1, 1987 (25 tuổi)   |         | JUVENTUS    |
| 20 | HV | Lynda Marlene Gauze   | 11 tháng 6, 1990 (22 tuổi)  |         | STELLA CLUB |
| 21 | TM | Cynthia Djohore       | 16 tháng 12, 1987 (24 tuổi) |         | ONZE SOEURS |

### Nigeria
Huấn luyện viên: Kadiri Ikhana
| Số | Vt | Cầu thủ               | Ngày sinh (tuổi)            | Số trận | Câu lạc bộ       |
| -- | -- | --------------------- | --------------------------- | ------- | ---------------- |
| 1  | TM | Precious Dede         | 18 tháng 1, 1980 (32 tuổi)  |         | BAYELSA QUEENS   |
| 2  | HV | Evelyn Nwabuoku       | 14 tháng 11, 1985 (26 tuổi) |         | RIVERS ANGELS    |
| 3  | HV | Ngozi Ebere           | 5 tháng 8, 1991 (21 tuổi)   |         | RIVERS ANGELS    |
| 4  | TĐ | Perpetua Nkwocha      | 3 tháng 1, 1976 (36 tuổi)   |         | SUNNANA FC       |
| 5  | HV | Onome Ebi             | 8 tháng 5, 1983 (29 tuổi)   |         | ATASEHIR         |
| 6  | HV | Gladys Akpa           | 1 tháng 1, 1986 (26 tuổi)   |         | SUNSHINE QUEENS  |
| 7  | TV | Stella Mbachu         | 16 tháng 4, 1978 (34 tuổi)  |         | RIVERS ANGELS    |
| 8  | TV | Martina Ohadugha      | 5 tháng 5, 1991 (21 tuổi)   |         | RIVERS ANGELS    |
| 9  | TĐ | Emueje Ogbiagbevha    | 10 tháng 2, 1990 (22 tuổi)  |         | TEO-PFC B.I.I.K. |
| 10 | TV | Rita Chikwelu         | 6 tháng 3, 1988 (24 tuổi)   |         | UMEALK FC        |
| 11 | TV | Glory Iroka           | 3 tháng 1, 1990 (22 tuổi)   |         | RIVERS ANGELS    |
| 12 | HV | Josephine Chukwunonye | 19 tháng 3, 1992 (20 tuổi)  |         | RIVERS ANGELS    |
| 13 | TĐ | Ngozi Okobi           | 14 tháng 12, 1993 (18 tuổi) |         | DELTA QUEENS     |
| 14 | TV | Esther Sunday         | 13 tháng 3, 1992 (20 tuổi)  |         | SUNSHINE QUEENS  |
| 15 | HV | Joy Jegede            | 16 tháng 12, 1991 (20 tuổi) |         | DELTA QUEENS     |
| 16 | TM | Tochukwu Oluehi       | 2 tháng 5, 1987 (25 tuổi)   |         | SUNSHINE QUEENS  |
| 17 | TV | Asisat Oshoala        | 9 tháng 10, 1994 (18 tuổi)  |         | RIVERS ANGELS    |
| 18 | HV | Helen Ukaonu          | 17 tháng 5, 1991 (21 tuổi)  |         | SUNNANA FC       |
| 19 | TĐ | Ebere Orji            | 23 tháng 12, 1992 (19 tuổi) |         | RIVERS ANGELS    |
| 20 | TV | Ogonna Chukwudi       | 14 tháng 9, 1988 (24 tuổi)  |         | UMEALK FC        |
| 21 | TM | Ibubeleye Whyte       | 9 tháng 1, 1992 (20 tuổi)   |         | RIVERS ANGELS    |